# 조지 폭스
조지 폭스(George Fox, 1624년 7월 ~ 1691년 1월 13일)는 퀘이커로 알려진 종교친우회(Religious Society of Friends)의 창시자이자 비국교도이다.

## 생애
영국 중부의 페니 드레이턴에서 한 방직공의 아들로 태어난 폭스는 12살이 되던 1636년 제화업자 밑에서 도제생활을 하다 열 아홉살때 잉글랜드 내전이 터지자 구도자가 되었다.
이때부터 인간의 허영, 사회의 부도덕, 신자들의 왜곡된 삶에 대하여 비판하였고, 신앙과 생활의 일치를 주장하였다.

## 폭스의 신앙관
폭스는 기성 교회에 대해 비판적이었다. 이는 당시의 사회적 상황과 무관하지 않은데 당시 영국 사회는 왕당파와 의회파로 나뉘어 싸움을 계속하고 사회는 혼란이 극심하였기 때문이다. 청교도들은 웨스트민스터 총회로 모였으나 국교회자들의 방해로 어려움을 겪고 있었다.
이러한 혼란기에 폭스는 묵상을 통해 스스로 영적인 각성을 하였다. 영적 체험을 한 후 폭스는 1643년 가족과 친우관계를 청산하고 영적 방랑 생활을 시작하였다.
폭스는 1649년부터 제도적인 교회를 부인했다. 그는 예배가 영적이어야 한다는 확신 가운데 기존 설교자를 강단에서 끌어내고 자신이 설교하다 1650년과 1651년 더비 교도소에 투옥되었고, 이후에도 7번 이상 체포되었다. 그는 자신이 하나님의 메시지 전달자라는 의식을 사람들에게 전달함으로 많은 추종자들을 얻을 수 있었다. 그의 가르침을 따르는 자들을 형제들이라 불렀는데 이들 중 대부분이 가난한 하층민들이었다.

## 같이 보기
- 퀘이커